# Đula Mešter
Đula Mešter (cyr. Ђула Мештер, węg. Gyula Mester, ur. 3 kwietnia 1972 w Suboticy) – serbski siatkarz, reprezentant Jugosławii, dwukrotny medalista letnich igrzysk olimpijskich, srebrny medalista mistrzostw świata i wielokrotny medalista mistrzostw Europy.

## Życiorys

### Kariera reprezentacyjna
Pierwszy sukces w rozgrywkach międzynarodowych Mešter odniósł podczas mistrzostw Europy 1995 w Grecji, podczas których reprezentacja Jugosławii zajęła 3. miejsce. Reprezentował Jugosławię na Letnich Igrzyskach Olimpijskich 1996 w Atlancie. Zagrał wówczas we wszystkich meczach turnieju, w tym wygranym pojedynku o 3. miejsce z Rosją. Podczas kolejnych mistrzostw starego kontynentu zdobył srebro w 1997 w Holandii oraz brąz w 1999 w Austrii. W 1998 wraz z reprezentacją zajął 2. miejsce podczas mistrzostw świata w Japonii.
Wystąpił na letnich igrzyskach olimpijskich 2000 w Sydney. Podobnie jak na poprzednich igrzyskach zagrał we wszystkich meczach. W finale Jugosłowianie pokonali Rosję 0:3. W 2001 Mešter z reprezentacją tryumfował podczas mistrzostw Europy w Czechach, zdobył brąz Pucharu Wielkich Mistrzów i zajął 4. miejsce w lidze światowej. W 2002 zajął 3. miejsce w lidze światowej i 4. miejsce na mistrzostwach świata w Argentynie. Podczas kolejnych igrzysk, w Atenach reprezentacja Jugosławii została pokonana w ćwierćfinale przez Rosję.

### Kariera klubowa
Mešter w latach 1996–1997 był zawodnikiem klubu Vojvodina Nowy Sad, z którym wywalczył mistrzostwo Jugosławii w 1997. Następnie grał we włoskim Gabeca Pallavolo Spa (do 1999), greckim AEK Ateny (do 2000) oraz włoskich Trentino Volley (do 2002) i Pallavolo Piacenza (do 2003). W 2003 powrócił do klubu Nowego Sadu. Wówczas dwukrotnie zdobył puchar Serbii i Czarnogóry w 2004 i 2005, a w mistrzostwach kraju zajmował 1. miejsce w 2004 i 2. miejsce 2005. Później powrócił do ligi greckiej, gdzie był graczem PAOK Saloniki (do 2006), Panellinios V.C. (do 2007) i AEK Ateny (2008-2009).